# Cercestis taiensis
Cercestis taiensis är en kallaväxtart som beskrevs av Josef Bogner och Knecht. Cercestis taiensis ingår i släktet Cercestis och familjen kallaväxter. Inga underarter finns listade.